# Кравченко Іларіон Мусійович
Іларіон Мусійович Кравченко (1924, село Василівка, тепер Онуфріївського району Кіровоградської області — ?) — український радянський партійний діяч, депутат Верховної Ради УРСР 7-го скликання. Кандидат сільськогосподарських наук (1972).

## Біографія
Народився в селянській родині. У 1941 році закінчив 3-й курс Олександріївського сільськогосподарського технікуму Кіровоградської області.
У 1941—1949 роках — у Червоній армії, учасник Другої світової війни. Закінчив сержантську школу, був командиром кулеметного відділення у складі 68-ї гвардійської стрілецької дивізії. У 1944—1945 роках — курсант Челябінського льотного училища, технік авіаційного озброєння.
Член ВКП(б) з 1944 року.
У 1945—1949 роках — служба в авіаційній частині в місті Стрий Дрогобицької області.
З 1949 року — інструктор відділу пропаганди районного комітету КП(б)У Кіровоградської області; завідувач відділу пропаганди районного комітету КП(б)У Кіровоградської області.
Закінчив заочно два курси Вищої партійної школи при ЦК КПУ.
У 1953—1956 роках — голова колгоспу в Кіровоградській області.
У 1956—1959 роках — студент Московської сільськогосподарської академії імені Тімірязєва, яку закінчив із червоним дипломом.
З 1959 року — 2-й секретар Голованівського районного комітету КПУ Кіровоградської області.
До 1963 року працював завідувачем сільськогосподарського відділу Чернівецького обласного комітету КПУ.
У листопаді 1963 — 1970 року — 2-й секретар Чернівецького обласного комітету КПУ.
У 1970—1976 роках — заступник міністра сільського господарства Української РСР, відповідальний секретар Ради колгоспів УРСР.
З 1976 року — начальник фінансового управління Державного комітету Ради Міністрів УРСР по виробничо-технічному забезпеченню сільського господарства «Укрсільгосптехніка». Працював на цій посаді до виходу на пенсію.

## Звання
- старший сержант
- старшина

## Нагороди
- орден Вітчизняної війни 1-го ст. (1985)
- орден Трудового Червоного Прапора
- орден «Знак Пошани»
- орден Червоної Зірки (1944)
- медалі